# Naracoorte Airport
Naracoorte Airport är en flygplats i Australien. Den ligger i kommunen Naracoorte and Lucindale och delstaten South Australia, omkring 300 kilometer sydost om delstatshuvudstaden Adelaide.
Trakten runt Naracoorte Airport är nära nog obefolkad, med mindre än två invånare per kvadratkilometer.. Närmaste större samhälle är Naracoorte, nära Naracoorte Airport. 
Trakten runt Naracoorte Airport består till största delen av jordbruksmark. Genomsnittlig årsnederbörd är 808 millimeter. Den regnigaste månaden är juli, med i genomsnitt 137 mm nederbörd, och den torraste är februari, med 17 mm nederbörd.